# حديقة التراث الإسلامي

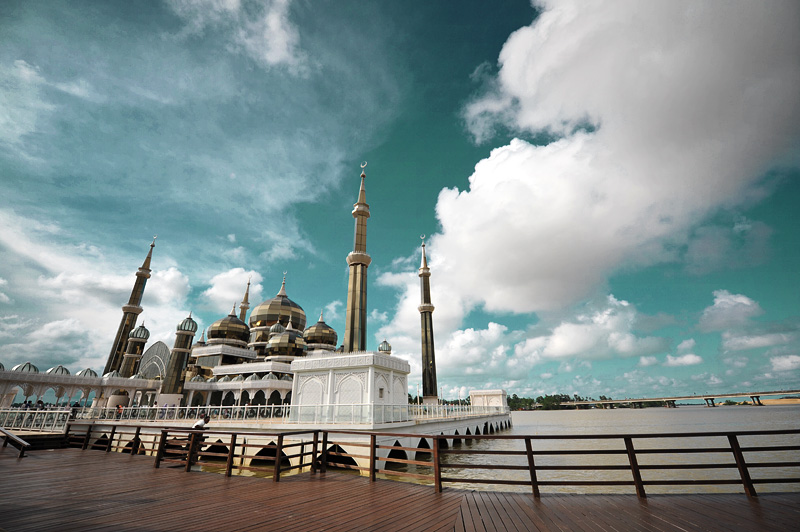
مسجد الكريستال في حديقة التراث الإسلامي، كوالا ترغكانو، ماليزيا.

حديقة الحضارة الإسلامية (بهاسا ملايو: Taman Tamadun Islam) هي حديقة وطنية تقع في جزيرة مان وان الماليزية، وتحديدا في مدينة كوالا ترغكانو، التابعة لمقاطعة ترغكانو. تم افتتاحها في 2 شباط/ فبراير 2008 على مساحة 22.3 هكتار بعد 3 سنوات من العمل، وتُعد اليوم من أبرز نقاط الجذب السياحي بالمدينة.
تحوي الحديقة أحد أهم وأكبر مساجد ماليزيا وهو مسجد الكريستال، كما تضم مجسمات لأكثر من عشرين مسجدا ومعلما إسلاميا حول العالم كان لها تأثيرا في الحضارة الإسلامية، من أبرزها: تاج محل في الهند، والمسجد النبوي والمسجد الحرام في السعودية، وقبة الصخرة في فلسطين، والمأذنة الملوية في العراق، وقلعة حلب في سوريا، والمسجد الأزرق في تركيا، ومسجد نغارا في ماليزيا، ومسجد قول شريف في روسيا، ومسجد شيان في الصين، وقصر الحمراء في إسبانيا، ومسجد بادشاهي في باكستان، وغيرها.